# Jack Vance
John Holbrook (Jack) Vance (San Francisco, 28 augustus 1916 – Oakland, Californië, 26 mei 2013) was een Amerikaans sciencefiction- en fantasyauteur met een oeuvre dat meer dan 50 boeken en ongeveer 100 korte verhalen omvat. Hij studeerde mijnbouw en natuurkunde en tijdens de Tweede Wereldoorlog werkte hij in de internationale koopvaardij. Ook na de oorlog bleef hij veel reizen. Zijn hobby's waren onder andere zeilen, musiceren – hij bespeelde de kornet – en pottenbakken. Zowel het reizen als de genoemde hobby's zijn terugkerende elementen in zijn werk.

## Stijl
Een kenmerk van het werk van Vance is zijn beeldende taal en suggestieve schrijftrant. Voor het geestesoog van de lezer ontrolt zich het decor van de vertelling. Planeten, landschappen, klimatologische omstandigheden, flora en fauna, geuren en kleuren, steden, nederzettingen, kastelen, burchten of sloppen en de bewoners (mensen, maar ook bizarre én invoelbare wezens, met hun leefwijzen, behuizing, kleding- en voedingsgewoonten, zeden, absurde gewoonten, (a)sociale omgangspatronen, kasten, rangen en standen, middelen van bestaan, transport- en communicatiemiddelen) zijn als het ware uit te tekenen. Vance schetst de contouren en de lezer vult ze in.
Soms gaat hij ook heel gedetailleerd te werk, haalt hij de beschrijving uit een "Intergalactische encyclopedie" aan of gebruikt hij voetnoten om een en ander duidelijk te maken. Zo schrijft hij in De Anome, Durdane: Blink had reeds de witte toga van een Zuivere Knaap aangenomen en zich de naam Chalres Gargamet gekozen, een naam waarin de deugden samengingen van Chalres, de Chilitische asceet die tot zijn dood toe in de takken van de Heilige Eik had geleefd, zes kilometer verder het Murkdal in, en van Bastin Gargamet, de meester-looier die de sacramentele eigenschappen had ontdekt van galga.¹ In de voetnoot vermeldt Vance: Galga: de gedroogde bladeren van de easilstruik, verpulverd, gebonden met easilgom en ahulfbloed: een gewichtig hulpmiddel bij de spastische Chilitische verering van Galexis.
Analyses van de stijl en woordenschat van Vance, uitgevoerd in het kader van het "Vance Integral Edition" project, gaven aan dat Vance in zijn werk een uitzonderlijk grote woordenschat gebruikt, die alleen geëvenaard wordt door Sir Walter Scott, en die de woordenschat van schrijvers als Thomas Hardy en Jack London overtreft.

## Thema's
Vance hanteert een grote verscheidenheid aan onderwerpen en laat zijn hoofdpersonen er meestal een laconieke levensfilosofie op nahouden, maar zijn thema's zijn vaak ernstig: slavernij, suppressie, wraak, kinderarbeid- en misbruik, verraad, hebzucht, moord en doodslag. Niet zelden is de hoofdpersoon de bedrogen bedrieger, of volkomen amoreel: Op een afstandje zat Gark, die aarde van zijn petje veegde. 'Je gooit die aarde maar in het rond; heel onvoorzichtig'. Cugel (de hoofdpersoon) grinnikte, geleund op de spa. 'Ja, als jij door de bosjes rondsluipt kan ik je ook niet zien, wel?'. 'Het is jouw verantwoordelijkheid. Ik heb de plicht je werk te inspecteren.' 'Nou, spring dan het graf in en bekijk het maar eens van dichtbij.' Garks ogen puilden uit van woede en hij knerste met verhoornde mondstukken. 'Je denkt dat ik achterlijk ben? Schiet op met je werk. Twango betaalt je geen dure terces om werkeloos te staan dromen!' 'Gark, je bent wel heel streng,' zei Cugel. 'Nou, wat moet, dat moet dan maar.' Zonder veel omhaal rolde hij (het lijk van) Weamish zijn graf in, schepte de aarde eroverheen en stampte die aan. Zo verstreek de ochtend. Op het middaguur genoot Cugel een uitstekende maaltijd van geroosterde paling met krap en knolraap, een gelei van exotische vruchten en een fles witte wijn. Yelleg en Malser, die hun maal deden met boerenbrood en eikels uit het zuur, sloegen hem van terzijde gade met een mengeling van verrassing en afgunst (uit: Cugel gewroken).
Opvallende elementen uit het werk van Vance zijn combinaties van omstandigheden die gevoelsmatig tegenstrijdig zijn. Zo worden samenlevingen beschreven waar uiterst primitieve transportmiddelen (zoals karavanen met last- en trekdieren voor vervoer over land, vlotten op rivieren en zeilschepen voor zeereizen) of communicatiemiddelen (van geen tot lichtreflecterende spiegels) gemeengoed zijn, maar waar tegelijkertijd intergalactisch verkeer mogelijk is. Veelal bestaat zo'n samenleving uit een (kleine ) boven- en een (grote) onderklasse.
Ook schuwt Vance het vermelden van demonen, magiërs, magie en tovenarij en bijgeloof niet.
In 1954 verkocht hij voor het eerst een verhaal: "De Wereldbedenker" uit de vertellingen van "De stervende aarde".
Zijn werk wordt sinds 1968 in het Nederlands vertaald en uitgegeven bij uitgeverij J.M. Meulenhoff in de reeks M=SF.
Vance is in Nederland, anders dan in zijn eigen land, een van de populairste fantasy-schrijvers. Hij heeft zelf altijd bezwaar gehad tegen het etiket van SF-schrijver.

## Selectie uit de bibliografie

### Boeken
- De Duivelsprinsen (Demon princes)

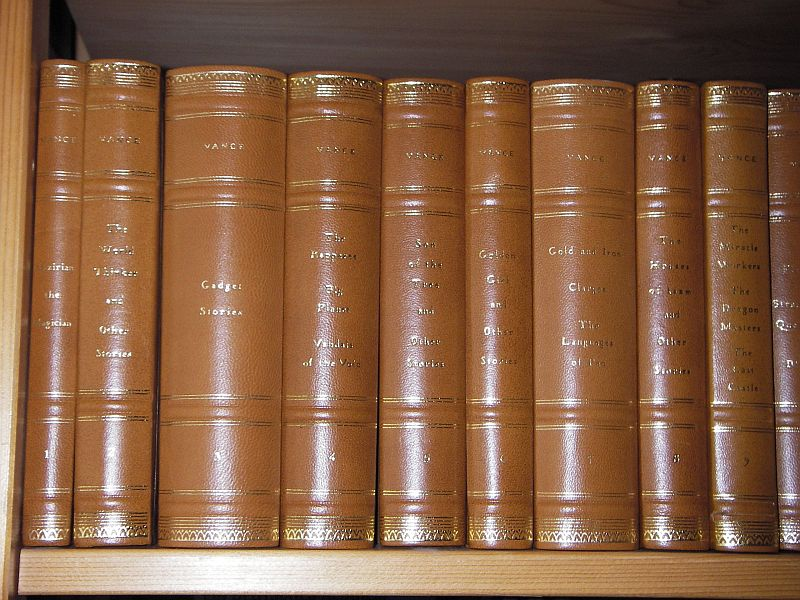
Enkele banden uit de Jack Vance Integral Edition-collectie

  - De Sterrekoning (The Star King, 1964)
  - De Moordmachine (The Killing Machine, 1964)
  - Het Paleis van de Liefde (The Palace of Love, 1967)
  - Lens Larque (The Face, 1979)
  - Het Boek der Dromen (The Book of Dreams, 1981)
- Tschai, de waanzinnige planeet (Planet of adventure)
  - Een stad vol Chasch (City of the Chasch, 1968)
  - Onder de Wankh (Servants of the Wankh, 1969)
  - De Dirdir (The Dirdir, 1969)
  - De Pnume (The Pnume 1971)
- Durdane
  - De Anome (The Anome, 1971)
  - De Roguskhoi (The Brave Free Men, 1972)
  - De Asutra (The Asutra, 1973)
- De kronieken van Cadwal ( The Cadwal Chronicles)
  - Station Araminta (Araminta Station, 1987)
  - De oude aarde (Ecce and Old Earth, 1990)
  - Throy (Throy, 1992)
- De Lokkende Verte
  - De Wilde Vaart (Ports of Call, 1998)
  - De Lokkende Verte (Lurulu, 2004)
- Lyonesse
  - De tuin van Suldrun (Suldren's Garden, 1983)
  - De groene parel (The Green Pearl, 1985)
  - Madouc (Madouc, 1990)
- De stervende aarde
  - De stervende aarde (The dying Earth, 1950). In 1969 bekroond met de Hugo Award.
  - De ogen van de overwereld (The Eyes of the Overworld, 1966)
  - Cugel gewroken (Cugel's saga, 1983)
  - Rhialto de Schitterende (Rhialto the Marvellous, 1983)
- Alastor Cluster
  - Trullion: Sterrenwereld 2262 (Trullion, Alastor 2262, 1973)
  - Marune: Sterrenwereld 933 (Marune, Alastor 933, 1975)
  - Wyst: Alastor 1716 (Wyst, Alastor 1716, 1978)

Onderstaande lijst is een (deel) van het verdere werk (boeken en/of korte verhalen) van Jack Vance.
- De Zoon van de Boom (Son of the Tree, 1951)
- Vrijbuiters in het heelal (Vandals of the Void, 1953)
- De huizen van Iszm (The Houses of Iszm, 1954)
- De vijf gouden banden (The Five Gold Bands, 1954)
- Het eeuwige leven (To live forever, 1956) Ook in: Eeuwige blauwe domeinen (1983)
- Grote Planeet (Big Planet, 1957)
- De talen van Pao (The languages of Pao, 1958)
- De drakenruiters (The dragon masters, 1962). In 1963 bekroond met de Hugo Award.
- Space opera (Space opera, 1965). Ook bekend als "De wonderlijke reis van de Phoebus"
- Blauwe wereld (The Blue World (the kragen), 1966)
- Het laatste kasteel (The last castle, 1966). In 1966 bekroond met de Nebula Award, en in 1967 met de Hugo Award.
- De wonderbaarlijke avonturen van Magnus Ridolph ( The many worlds of Magnus Ridolph, 1966) Verhalenbundel.
- Emphyrio (Emphyrio, 1969)
- Telek. Verhalenbundel, 1972.
- De domeinen van Koryphon (The gray prince (The Domains of Koryphon), 1974)
- Circuswereld (Showboat World, 1975). Ook bekend als "Spelevaren op Grote Planeet"
- Sulwens Planeet (Sulwen's Planet, 1976). Verhalenbundel.
- Maske: Thaery (Maske: Thaery, 1976)
- Morreion (Morreion, 1978). Verhalenbundel.

- Slaven van de Klau (Planet of the damned, 1980). Verhalenbundel.
- Alambar (Alambar, 1981). Verhalenbundel.
- Nachtlamp (Nightlamp, 1996)

Het gehele werk van Vance is in originele staat uitgegeven in de vorm van de Vance Integral Edition, een project van samenwerkende vrijwilligers dat vrijwel geheel via internet uitgevoerd werd.

### Korte verhalen
- De tempel van Han (The Temple of Han)
- Joop Driebeen (Three-legged Joe)
- Sjambak (Sjambak)
- Meisje van goud (Golden girl)
- Parapsyche (Parapsyche)
- De betoverde prinses (The Enchanted Princess)
- De onzichtbare melkman (The Phantom Milkman)
- Het Smalle Land
- Morreion
- Rumfuddle